# Beach Abort
Beach Abort (Пляжный отказ)— испытательный беспилотный запуск космического корабля по программе Меркурий без ракеты-носителя.
Испытания проведены 9 мая 1960 года на полигоне NASA на острове Валлопс, Вирджиния. Основная задача старта — испытание системы аварийного спасения (САС), парашютной системы и отработка спасательных операций в случае аварии на старте.
Космический корабль «Меркурий» был запущен с уровня земли с помощью САС. Полет продлился 1 минуту 16 секунд, максимальная высота — 0,750 км, дальность — 1,6 км. Вертолет Корпуса морской пехоты поднял космический корабль из океана через 17 минут после запуска. Максимальная скорость — 1 571 км/ч. Испытание было признано успешным, хотя двигатели САС вынесли корабль на недостаточное расстояние, а ферменная конструкция, на которой была закреплена двигательная установка САС, после отделения была отброшена недостаточно далеко от корабля. Для испытаний использовался космический корабль «Меркурий» № 1, первый космический корабль, построенный компанией McDonnell. Масса полезного груза составляла 1 154 кг.

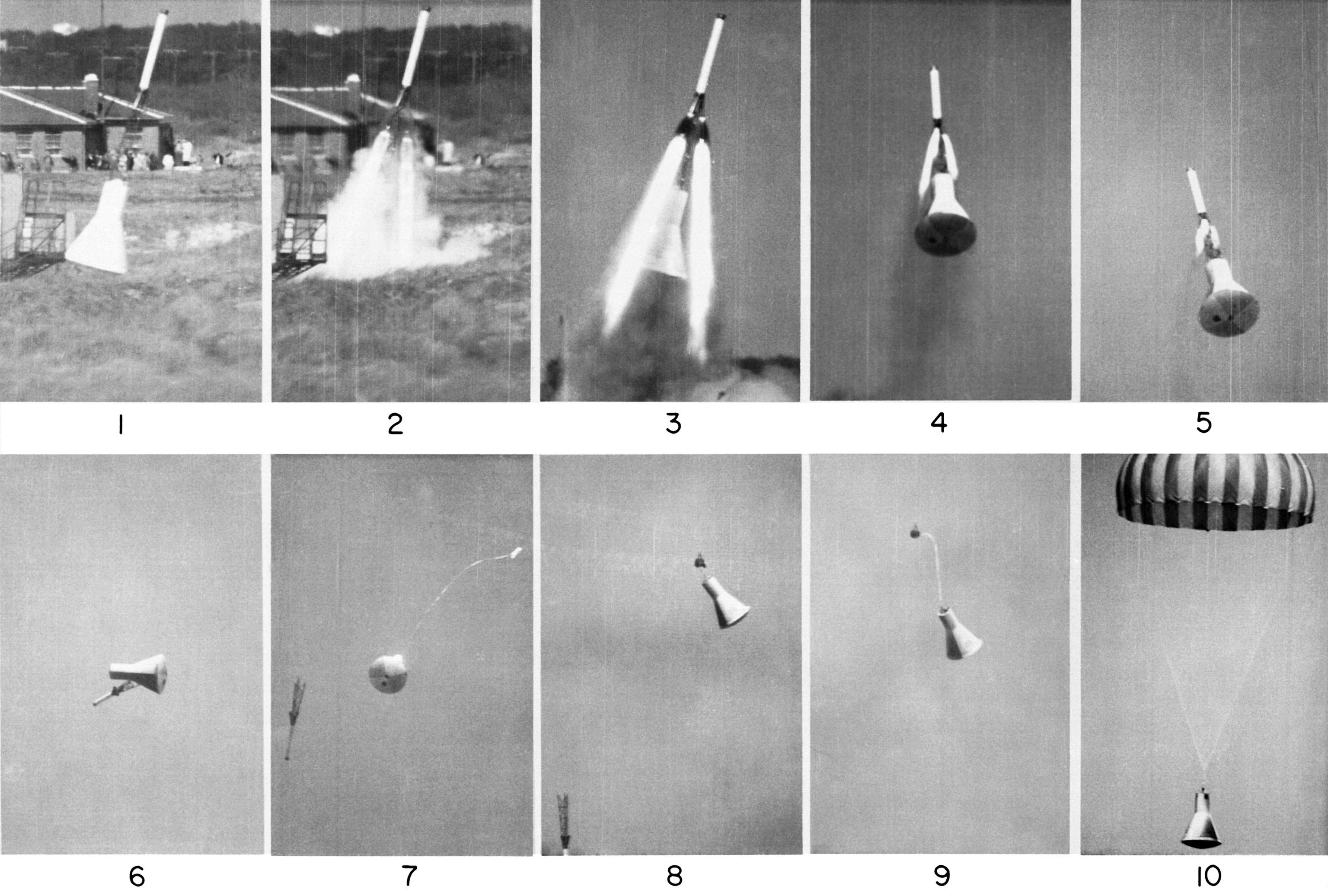
Полет космического корабля и отстрел башни САС.